# Борго-Сан-Дальмаццо
Борго-Сан-Дальмаццо, Борґо-Сан-Дальмаццо (італ. Borgo San Dalmazzo, п'єм. Ël Borgh San Dalmass) — муніципалітет в Італії, у регіоні П'ємонт,  провінція Кунео.
Борго-Сан-Дальмаццо розташоване на відстані близько 490 км на північний захід від Рима, 85 км на південь від Турина, 8 км на південний захід від Кунео.
Населення — 12 491 особа (2014).
Щорічний фестиваль відбувається 5 грудня. Покровитель — San Dalmazzo.

## Демографія
Населення за роками:

Станом на 1 січня 2023 року в муніципалітеті офіційно проживало 1136 іноземців з 57 країн, серед них 365 громадян країн Євросоюзу та 20 громадян України.

## Сусідні муніципалітети
- Бовес
- Кунео
- Гайола
- Моїола
- Роккаспарвера
- Роккавьоне
- Вальдієрі
- Віньйоло